# Cabecera de Indígenas Segundo Cuartel
Cabecera de Indígenas Segundo Cuartel är ett samhälle i Mexiko, tillhörande kommunen Donato Guerra i sydvästra delen av delstaten Mexiko. Samhället är mycket närbeläget till Cabecera de Indígenas Primer Cuartel och hade 1 782 invånare vid folkräkningen år 2010, vilket gör Cabecera de Indígenas Segundo Cuartel till kommunens sjätte största samhälle.